# Бурба, Георгий Александрович
Гео́ргий Алекса́ндрович Бу́рба (род. 3 марта 1947, город Медногорск, Оренбургская область, РСФСР, СССР) — советский и российский картограф и планетолог, специалист по топонимике и картографии планет, 
кандидат географических наук (1985), лауреат Государственной премии СССР (1989), член Международного астрономического союза (2000).

## Образование
Окончил среднюю школу № 1 г. Медногорска Оренбургской области (1965) , затем географический факультет Московского университета им. М. В. Ломоносова (МГУ) по специальности «картография» (1970). Тема дипломной работы «Географическое дешифрирование глобального сверхмелкомасштабного снимка Земли, полученного автоматической станцией "Зонд-5"» (научный руководитель Г. В. Господинов).
В 1985 г. получил учёную степень кандидата географических наук после защиты на географическом факультете МГУ диссертации на тему «Применение картографического метода для изучения рельефа планет земной группы» (научный руководитель А. М. Берлянт.

## Научная деятельность
С 1970 по 1974 гг. — младший научный сотрудник Института космических исследований Академии наук СССР (отдел геологии и морфологии Луны и планет).
С 1975 по 2007 гг. — в Институте геохимии и аналитической химии им. В. И. Вернадского АН СССР/РАН — научный сотрудник, с 1989 – старший научный сотрудник, руководитель картографической группы лаборатории сравнительной планетологии, куратор центра хранения данных по Луне и планетам.
Выполнял работы по картографическому обеспечению посадок на Луну автоматических станций «Луна-17/Луноход-1», «Луна-18», «Луна-20», «Луна-21/Луноход-2», «Луна-23» и «Луна-24», а также функционирования на лунной поверхности самоходных аппаратов «Луноход-1» и «Луноход-2».
Участвовал в исследованиях Луны, Марса, Венеры, спутников Юпитера, Сатурна и Урана. Автор и соавтор многих научных статей, карт планет и книг, среди которых первый в мире «Атлас поверхности Венеры» (М.: ГУГК, 1989) и монография «Очерки сравнительной планетологии» (М.: Наука, 1981).
В 1989 г. удостоен Государственной премии СССР за создание первых детальных карт поверхности Венеры цифровыми методами и анализ на их основе геологии Венеры.

## Радиолюбительство
- Начал заниматься любительской радиосвязью на коротких волнах в 1963 году, тогда же получил наблюдательский позывной UA9-2847 и вышел в эфир на коллективной радиостанции UA9KSC Медногорского городского радиоклуба (Оренбургская область).
- В 1965 году получил первый разряд по радиоспорту в соревнованиях по радиосвязи на коротких волнах, а также личный радиолюбительский позывной UW9SS.
- С 1965 по 1969 годы работал в радиолюбительском эфире на коллективной радиостанции UA3KBO радиоклуба МГУ; имел наблюдательский позывной UA3-170-200.
- В 1967 году стал первым обладателем ежегодного переходящего кубка Федерации радиоспорта «Лучший коротковолновик-наблюдатель СССР», набрав наибольшее количество очков в троеборье (сумма мест в радиосоревнованиях; количество услышанных в эфире стран, подтверждённых карточками-квитанциями от радиолюбителей; количество полученных радиолюбительских дипломов).
- В Федерации радиоспорта СССР был членом комиссии по работе с наблюдателями (1967–1970) [14].
- Судья республиканской категории по радиоспорту (1968).
- В 1968 и 1969 годах во время географических экспедиций проводил наблюдения на коротковолновом любительском диапазоне (длина волны 40 м) за распространением радиоволн в отдалённых районах Средней Сибири (Эвенкия), где отсутствовали любительские радиостанции[15].
- Автор многих публикаций для коротковолновиков в еженедельном разделе «На любительских диапазонах» газеты ДОСААФ «Советский патриот» и в ежемесячном журнале «Радио» (1966–1970) [16][17].

## Научные публикации

### Монографии
- Шингарёва К. Б., Бурба Г. А. Лунная номенклатура: Обратная сторона Луны, 1961—1973 гг. / Отв. ред. А. А. Гурштейн и Ю. И. Ефремов. — Москва: Наука, 1977. — 54 с.(полный текст имеется в сети Интернет)
- Флоренский К. П., Базилевский А. Т., Бурба Г. А. и др. Очерки сравнительной планетологии / Отв. ред. В. Л. Барсуков. — Москва: Наука, 1981. — 326 с.
- Бурба Г. А. Номенклатура деталей рельефа Марса / Отв. ред. К. П. Флоренский и Ю. И. Ефремов. — Москва: Наука, 1981. — 86 с.
- Бурба Г. А. Номенклатура деталей рельефа Меркурия / Отв. ред. К. П. Флоренский и Ю. И. Ефремов. — Москва: Наука, 1982. — 56 с.
- Бурба Г. А. Номенклатура деталей рельефа галилеевых спутников Юпитера / Отв. ред. К. П. Флоренский и Ю. И. Ефремов. — Москва: Наука, 1984. — 84 с.
- Бурба Г. А. Номенклатура деталей рельефа спутников Сатурна / Отв. ред. К. П. Флоренский и Ю. И. Ефремов. — Москва: Наука, 1986. — 80 с.
- Бурба Г. А. Номенклатура деталей рельефа Венеры / Отв. ред. А. Т. Базилевский и Ю. И. Ефремов. — Москва: Наука, 1988. — 62 с.

### Главы в коллективных монографиях
- Система условных знаков для лунных топографических планов, разработанная по материалам съёмки «Лунохода-1» // В кн.: Передвижная лаборатория на Луне «Луноход-1», том 2 / Ред. Барсуков В. Л. — М.: Наука. — 1978. — С. 80—91. (Соавт. Шингарёва К. Б.).
- Результаты геолого-морфологического анализа панopaм Beнepы // В кн.: Первые панорамы поверхности Венеры Архивная копия от 29 ноября 2020 на Wayback Machine / Ред. Келдыш М. В. — М.: Наука. — 1979. — С. 107—127. (Соавт. Флоренский К. П., Базилевский А. Т., Пронин А. А.)
- Поверхность Марса // В кн.: Поверхность Марса / Ред. Сидоренко А. В. — М.: Наука. — 1980. — С. 107—149. (Соавт. Флоренский К. П., Базилевский А. Т., Бобина Н. Н. и др.)[18].
- Планета Венера: Атмосфера, поверхность, внутреннее строение / Ред. Барсуков В. Л., Волков В. П. — М.: Наука. — 1989. - 488 с. ISBN 5-02-003249-2  (Соавт. Базилевский А. Т., Марков М. С. и др.)
- Panorama of Venera 9 and 10 landing sites // Chapter 8 in: Venus / Eds. D. M. Hunten et al. Tucson: Univ. Arizona Press, 1983, p. 137—153. (Co-authors K. P. Florenskiy, A. T. Bazilevskiy, O. V. Nikolayeva et al.).
- Nomenclature of the surface features of Venus // Appendix 2 in: Venus Geology, Geochemistry and Geophysics: Research results from the USSR / Eds. V. L. Barsukov, A. T. Basilevsky, V. P. Volkov, V. N. Zharkov.  Tucson: Univ. Arizona Press. 1992. 421 p.

### Карты и атласы
- Обобщённая схема движения «Лунохода-2» по лунной поверхности // журнал «Природа». — 1973. — № 10. — С. 20[19].
- Фотокарта Венеры. Листы 1—27. Масштаб 1:5 000 000 (в 1 см — 50 км). Ред. Тюфлин Ю. С. — М.: ГУГК. — 1987 (листы 2—27), 1988 (лист 1). (Коллектив авторов).
- Атлас поверхности Венеры. Ред. Котельников В. А. — М.: ГУГК. — 1989. — 50х35 см. — 328 с. (62 автора)[20].
- Atlas of Venus surface images. 23x15 cm [97 black-and-white radar photomaps at scales 1:30,000,000 to 1:8,000,000] // Appendix 1 in: Venus Geology, Geochemistry and Geophysics: Research results from the USSR / Eds. V. L. Barsukov, A. T. Basilevsky, V. P. Volkov, V. N. Zharkov. Tucson: Univ. Arizona Press. 1992. P. 325—381. (Co-authors Sidorenko A. I., Rzhiga O. N., Alexandrov Yu. N. et al.).
- Venus Geomorphic/Geologic Map of Part of the Northern Hemisphere. Scale 1: 15,000,000 (1 cm — 150 km). 106 x 125 cm. — US Geol. Survey. — 1989. (Co-authors Sukhanov A. L., Pronin A. A., Nikishin A. M. et al.)[21].

### Избранные научные статьи
- Опыт геолого-геоморфологического картографирования марсианской поверхности // Геодезия и картография. — 1976. — № 5. — С. 46—48. (Соавт. Флоренский К. П., Базилевский А. Т., Бобина Н. Н.).
- Геолого-морфологический анализ района посадки станции «Луна-24» // Докл. АН СССР. — 1977. — Т. 233. — № 5. — С. 936–939. (Соавт. Флоренский К. П., Базилевский А. Т.)[22].
- Первые результаты геолого-морфологического анализа радиолокационных изображений поверхности Венеры, полученных АМС Венера-15 и Венера-16 // Докл. АН СССР. — 1984. — Т. 279. — № 4. — С. 946–950. (Соавт. Барсуков В. Л., Базилевский А. Т., Пронин А. А. и др.).
- Основные типы структур Северного полушария Венеры // Астрон. вестник. — 1985. — Т. 19. — № 1. — С. 3–14. (Соавт. Барсуков В. Л., Базилевский А. Т., Кузьмин Р. О. и др.).
- Рельеф и геология северной полярной области планеты Венера // Астрон. вестник. — 1986. — Т. 20. — № 3. — С. 177–196. (Соавт. Кузьмин Р. О., Шашкина В. П.).
- Каталог кратеров Северного полушария Венеры, имеющих признаки ударного происхождения // Астрон. вестник. — 1987. — Т. 21. — № 1. — С. 26–36. (Соавт. Чёрная И. М., Крючков В. П., Базилевский А. Т. и др. ).
- Картографические аспекты лекций В. И. Вернадского по истории научного мировоззрения // Геодез. и картогр. — 1988. — № 5. — С. 45-49. (Соавт. Барсуков В. Л.).
- Принцип геохимического картирования вулканических пород дна мирового океана // Докл. АН СССР. — 1989. — Т. 306. — № 2. — С. 461–464. (Соавт. Ярошевский А. А., Цехоня Т. И.).
- Анализ геологического строения и составление геологической карты северной части планеты Венера // Астрон. вестник. — 2000. — Т. 34. — № 5. — С. 387–419. (Соавт. Базилевский А. Т., Иванов М. А., Бобина Н. Н. и др.).
- Zonal comparison of modern selenodetic reference systems // The Moon. — 1974. — Vol. 9. — No 3-4. — P. 305–321. (Co-authors Gurshtein A. A., Konopikhin A. A.)[23].
- The surface of Venus as revealed by Soviet Venera 9 and Venera 10 // Geological Society of America Bulletin. — 1977. — Vol. 88. — P. 1537. (Co-authors Florensky K. P., Ronca L. B., Basilevsky A. T. et al.).
- The floor of crater Le Monnier: A study of Lunokhod 2 data // Proc. Lunar Planet. Sci. Conf. 9th. — 1978. — P. 1449–1458. (Co-authors Florensky K. P., Basilevsky A. T., Bobina N. N. et al.)[24].
- The geology and geomorphology of the Venus surface as revealed by the radar images obtained by Veneras 15 and 16 // Journal of Geophysical Research. — 1986. — Vol. 91. — P. 378. (Co-authors Barsukov V. L., Basilevsky A. T., Bobina N. N. et al.) doi:10.1029/JB091iB04p0D378[25]
- Names on the maps of Venus: A pre-MAGELLAN review // Earth,Moon, and Planets. — 1990. — Vol. 50-51. — No 1. — P. 541–558. doi:10.1007/BF00142406[26]
- Laidamlulum Vallis, the third longest lava channel on Venus: discovery report // 31st Lunar and Planetary Science Conference (abstract 1185). Houston, 2000.
- Planetary Nomenclature: An Overview and Update // 47th Lunar and Planetary Science Conference (abstract 1141). Houston, 2016. (Co-authors: Hayward R., Blue J., Gaddis L. et al.).
- Planetary Nomenclature: Overview and Update for 2022 // 53rd Lunar and Planetary Science Conference (abstract 1498). Houston, 2022. (Co-authors Gaither T. A., Gullikson A. L., Aksnes K. et al.).

## Популяризация научных знаний

### Научно-популярные статьи
Г. А. Бурба опубликовал большой цикл научно-популярных статей о планетах в журнале «Вокруг света» (2003—2012). Большинство из них доступно в Интерете как архивированные со старого сайта журнала. По итогам 2007 года признан лучшим автором  России, пишущим об астрономии и космонавтике, за серию статей в журнале «Вокруг света».
Научно-популярные статьи Г. А. Бурбы неоднократно публиковались также в журналах  «Природа», «Земля и Вселенная», «Знание — сила», «Небосвод».

### Переводы книг (с английского)
- Спарроу Дж. Планеты. Путешествие по Солнечной системе. — СПб: Амфора, 2008. — 224 с.  ISBN 978-5-367-00853-1 (переводчик)[32][33][34].
- Хокинг С. Теория всего: Происхождение и судьба Вселенной. — СПб: Амфора, 2009. — 160 с. ISBN 978-5-367-00991-0  (научный редактор перевода)[35].
- Хокинг С., Млодинов Л. Высший замысел. — СПб: Амфора, 2012. — 208 с. ISBN 978-5-367-02218-6 (научный редактор перевода)[36]. Русский перевод книги номинировался на Книжную премию Рунета 2012 (среди 12 книг в номинации нон-фикшн)[37][38].

## Воспоминания
- Бурба Г. Воспоминание об отце. Архивная копия от 11 мая 2021 на Wayback Machine // Газета «Медногорский металлург», № 4 (952), 05.02.2021. — С. 3.
- Бурба Г. Броневой никель Медно-серного завода. Архивная копия от 11 мая 2021 на Wayback Machine // Газета «Медногорский металлург», № 17 (965), 07.05.2021. — С. 3.
- Бурба Г. Чтобы музыка играла. [О Медногорской детской музыкальной школе] // Газета «Медногорский металлург», № 35 (983), 10.09.2021. — С. 3.
- Даминов С., Бурба Г., Маркин Н. В глубь городской хроники. [О памятнике Серго Орджоникидзе в Медногорске] // Газета «Медногорский металлург», № 15 (1013), 22.04.2022. — С. 3.
- Бурба Г. Прощание с Медно-серным. Былина (отрывок 1) // 5 октября 2022 — Интернет-сеть «Одноклассники». [Как директор Медногорского медно-серного комбината А. Бурба стал ректором Оренбургского политехнического института. Выдержки из глав 1, 2, 123, 124, 125, 130.]
- Бурба Г. Прощание с Медно-серным. Былина (отрывок 2) // 5 августа 2024 — Интернет-сеть «Одноклассники». [Семейные поездки в отпуск (1950-е—1960-е). Выдержки из глав 72, 73, 74, 75.]
- Бурба Г. и др. Воспоминания о Заводской улице // Мешечкова Е. и др. Заводская — родная улица в Медногорске. 2022-2023 — Интернет-сеть «Одноклассники»:

```
  * часть 17 (Об открытии Блявинского медно-колчеданного месторождения в начале 1930-х годов),
  * часть 18 (Эпизод об инспекции химического цеха Медно-серного завода в 1944 году), 
  * часть 19 (О кварцевом карьере в городе), 
  * часть 20 (Эпизоды истории центральной части города Медногорска), 
  * часть 21 (О кинотеатре «Урал» и водоёме).
```

## Награды и звания
- Медаль «В память 850-летия Москвы» (1997)
- Государственная премия СССР (1989)
- Серебряная медаль ВДНХ (дважды: 1976, 1987)
- Бронзовая медаль ВДНХ (трижды: 1973, 1975, 1977)
- Медаль Г. Н. Бабакина Федерации космонавтики России (2013)
- Почётный гражданин г. Провиденса, шт. Род-Айленд, США (1988) за развитие международного сотрудничества
- Лучший автор СМИ России по астрономии и космонавтике 2007 года (конкурс «АстроТоп России» ЗАРЯ – 2007 («Звезды АстроРунета и Я — 2007»)
- Переходящий кубок Федерации радиоспорта СССР «Лучший коротковолновик-наблюдатель СССР» (1967)